# Сыма (фамилия)

Сыма (кит. трад. 司馬, упр. 司马, пиньинь Sīmǎ) — китайская фамилия (клан). Может быть переведена как «управляющий лошадьми», что сближает её с греч. «Гиппократ» и герм. «Маршалл» (от старонемецкого marahscalc — конюх: от древневерхненемецкого «marah» — «лошадь» и «scalc» — «слуга»; фр. maréchal). Вьетнамское чтение — Tư Mã, корейское — 사마 (Сама), японское — しば (Сиба).

## Известные Сыма 司馬
- Сыма Бяо — досоставитель Хоу Ханьшу, в III веке добавивший последние 30 книг касающихся законов, географии, астрономии, жертвоприношений и других предметов, далёких от историографии.
- Сыма Ван
- Сыма Гуан (кит. 司馬光, пиньинь Sīmǎ Guāng, 1019—1086) — китайский историк, философ, государственный деятель.
- Сыма И — военачальник Цао Цао, дед Сыма Яня.
- Сыма Лан
- Сыма Лунь
- Сыма Сянжу
- Сыма Фу
- Сыма Цянь (145 или 135 до н. э. — 90 до н. э.) — потомственный историограф династии Хань, писатель, астроном. Известен как создатель «Ши-цзи» — грандиозного труда, описывающего историю Китая от мифических родоначальников и до современных Сыма Цяню времён.
- Сыма Чжао — сын Сыма И, полководец, держал контроль над Цао Вэй. Отец первого императора Цзинь.
- Сыма Чжоу
- Сыма Чэнчжэнь — даосский патриарх эпохи Тан, поэт и государственный деятель
- Сыма Ши — сын Сыма И, В 249 году он помог своему отцу Сыма И свергнуть регента Цао Шуана.
- Сыма Ю
- Сыма Янь (кит. 司馬炎) основатель династии Цзинь (265—420).

## Другое
- Сыматай 司马台 — участок Великой китайской стены в районе уезда Миюнь.